# Экономика Болгарии
Болгария — среднеразвитое индустриально-аграрное государство. Страна с развитым сельским хозяйством, руководство которой провозглашает примат принципов свободного рынка, где велик частный сектор и умерен государственный. В соответствии с классификацией Всемирного банка, страна с высоким уровнем доходов.

## Общая характеристика
Основные секторы: энергетика, горнодобывающая промышленность, металлургия, машиностроение, сельское хозяйство и туризм.
Основными товарами промышленного экспорта являются одежда, железо и сталь, машины и топливо.
Низкая производительность и конкурентоспособность на европейских и мировых рынках, из-за недостаточного финансирования НИОКР и отсутствия чётко определённой политики в области развития, остаются существенным препятствием для иностранных инвестиций и экономического роста.

### ВВП
Валовой внутренний продукт:
42,0 млрд евро (2014)
Валовой внутренний продукт на душу населения:
5833 евро. (2014)
Валовой внутренний продукт по ППС:
128,63 млрд долл. (МВФ, 2014)
Валовой внутренний продукт на душу населения по ППС:
17 860,31 долл. (МВФ, 2014)
Темпы роста:
2017 — … %
2018 — 3,8 %
2019 — … %

## Современное состояние
Начиная с 2001 года, болгарские власти в основном стремились обеспечить экономический рост за счёт привлечения иностранных инвестиций, низких налогов, ограниченного регулирования (достигнуто только в некоторой степени) и низкой стоимости рабочей силы. Такая политика была успешной в обеспечении высоких темпов роста — более 6 % в год с 2004 по 2008 год — и роста уровня жизни, до наступления глобального экономического кризиса. Это, однако, вряд ли будет способно поднять экономику на высокий уровень квалификации, новшеств и производительности, чтобы соответствовать таковым в более промышленно развитых государствах — соседях Болгарии по ЕС. Для того чтобы решить эту проблему, необходимо провести различные типы реформ. Во-первых, правительство должно увеличить инвестиции в исследования и инновации, и стать активным в этой области. Во-вторых, реформы необходимы в сфере образования, чтобы ограничить исключение различных, в особенности меньшинств, групп даже из базовой грамотности и адекватного участия в рынке труда, а также для содействия воспроизводству человеческого капитала адекватного качества, профиля и гибкости. В-третьих, реформировать пенсионную систему и здравоохранение, чтобы удовлетворить растущие ожидания граждан при одновременном повышении финансовой устойчивости этих систем, а также и ограничении давления, которое они оказывают на трудовые договоры. В-четвёртых, должно быть непрерывное укрепление инфраструктуры, особенно в регионах. В-пятых, необходимо увеличение поддержки росту квалификации рабочей силы, а также некоторое улучшение в гибкости трудовых договоров.
Низкая процентная ставка обеспечивает приток иностранного капитала. С 2003 года отмечается бум на рынке недвижимости. С 2003 по 2007 год особой популярностью пользовались проекты экономкласса, но уже в начале 2007 года компании Propertylimit, Dinevi Group и Yoo начали реализацию проектов премиум-класса. Годовой уровень инфляции нестабилен и в течение пяти лет (2003—2007) колебался от 2,3 % до 7,3 %. Валовой внутренний продукт на душу населения по ППС в 2012 году составлял только 47 % от среднего уровня по Евросоюзу, в то время как номинальный валовой внутренний продукт на душу населения — приблизительно 22 %.
В 2010 году Евросоюз выступил с инициативой введения запрета на выращивание в Болгарии ориентального табака — такой же знаковой сельхозкультуры Болгарии, как масличная роза и винные сорта винограда. Принятие подобного регламента Евросоюзом очень плохо отразится на целых районах Болгарии, где ориентальные табаки являются основным промыслом на протяжении многих столетий. Речь идёт в основном о горных районах, где почва очень бедна, а это означает, что альтернативы этой культуре там нет. В этих местах целые сёла существуют благодаря возможности выращивать мелколистный ориентальный табак, который нельзя подвергать технической обработке. В этом секторе занято более 200 тысяч человек.
22 октября 2014 года согласно рекомендации Парижского клуба правительство Болгарии списало 83,8 % долга Афганистана (который был уменьшен с 50,626 млн долларов до 8,201 млн долларов США). Валовой внутренний продукт на душу населения по ППС в 2024 году составлял только 66 % от среднего уровня по Евросоюзу, а в 2024 году номинальный валовой внутренний продукт на душу населения — 41 %.
Согласно данным Евростата (2025 год), в Болгарии самый низкий уровень минимальной зарплаты среди стран ЕС — 551 евро.

## Сельское хозяйство
Продукция сельского хозяйства: овощи, фрукты, табак, шерсть, вино, пшеница, ячмень, подсолнечник, сахарная свёкла.
В период с 2003—2004 до 2010 гг. объём экспорта лавандового масла уменьшился примерно в три раза.

## Промышленность

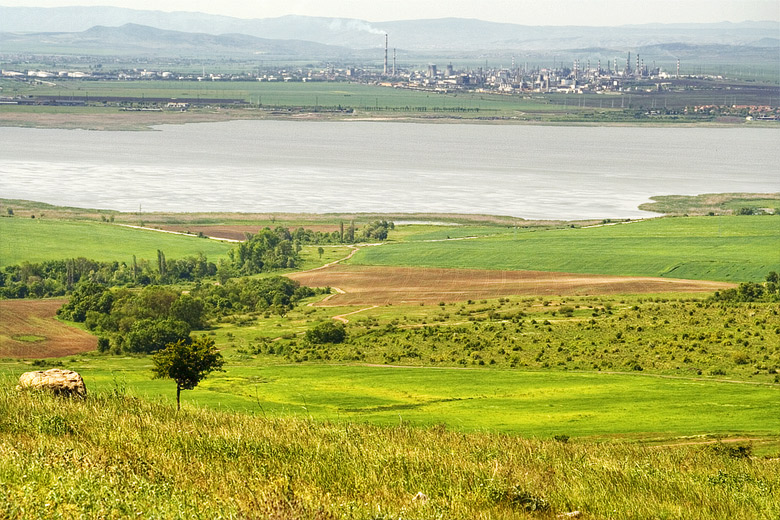
Сельскохозяйственный и промышленный район Бургаса, расположенный рядом с озером Вайя. На противоположном берегу Бургасский нефтехимический комбинат

Доля промышленности в ВВП страны равна 30,2 %.
Темп прироста промышленного производства: 1,7 % в год (2014).
Судостроение: Варненский судостроительный завод

## Энергетика
Суммарные запасы извлекаемых энергоносителей не превышают 0,6 млрд тут (в угольном эквиваленте), из которых примерно     98,3 % приходится на уголь.

## Внешняя торговля
С 1990 года произошли значительные изменения во внешнеторговой политике страны. Вместо стран бывшего Совета экономической взаимопомощи основными торговыми партнёрами страны стали страны EC, хотя импорт нефти из России всё ещё оставляет Россию основным торговым партнёром Болгарии.
Согласно данным книги фактов ЦРУ объём экспорта за 2017 год — 32 млрд долл, объём импорта за 2017 год — 36,3 млрд долл.
Основные торговые партнёры (в 2017 году) по экспорту — Германия 13,5 %, Италия 8,3 %, Румыния 8,2 %, Турция 7,7 %, Греция 6,5 %; по импорту — Германия 12,3 %, Россия 10,3 %, Италия 7,3 %, Румыния 7,1 %, Турция 6,2 %, Испания 5,3 %. В экспорте преобладают текстильные и продовольственные товары, сталь, железная руда, машины и оборудование, вина, табак и табачные изделия; в импорте — продукция машиностроения, цветные металлы и сплавы, химикаты, нефть и другое сырьё.
Страна ориентирована на интеграцию с государствами — членами Европейского союза и собирается присоединиться к еврозоне.
На август 2023 года 75 % потребляемого газа импортируется через интерконнектор Греция — Болгария.

## Инвестиции
В начале 1990-х медленные темпы приватизации, высокие налоги и бюрократические препоны препятствовали притоку инвестиций в страну. Общая величина иностранных инвестиций с 1991 года по 1996 составила 831 млн долларов. Но уже с 1997 года объём инвестиций в страну значительно увеличился((уточнить)).
С 2001 года Болгарии удалось привлечь значительные объёмы прямых иностранных инвестиций[уточнить].
Общий объём иностранных инвестиций, полученных Болгарией в период до 2004 года составил 2,5 млрд долларов США.
В 2004 году иностранными инвесторами в экономику Болгарии было вложено более чем 2,72 млрд евро (3,47 млрд долларов США). В 2005 году произошло снижение объёма инвестиций до 1,8 млрд евро (2,3 млрд долларов США), который объясняется окончанием приватизации крупных компаний. После присоединения к ЕС приток инвестиций в страну опять вырос, в 2007 году общий объём иностранных инвестиций оценивается приблизительно в 6 млрд евро.
Инвесторы, вложившие 511 292 евро в правительственные облигации на 5 лет, имеют право на получение гражданства Болгарии.

## Статистические показатели
Темп прироста промышленного производства:
1,7 % в год (2014)
Распределение доходов между наиболее бедными и наиболее богатыми домохозяйствами:
- наиболее бедные 10 %: 2,9 %
- наиболее богатые 10 %: 25,4 %

Дифференциация доходов — Индекс Джини:
0,316 (2005)
Индекс развития человеческого потенциала:
0,824 (2005)
Уровень безработицы:
10,4 % (2011), 10,7 % (2014)
Платёжный баланс в % к ВВП:
0,9 % (2014)
Внешнеторговый баланс: −3,4 млрд евро (2014)
Золотовалютные резервы:
16,6 млрд евро (2014)
Государственный долг в % к ВВП: 27,6 % (2014)
Государственные расходы на образование:
4,6 % ВВП (2004)
Государственные расходы на образование:
4,2 % ВВП (2005)
Военные расходы:
2,4 % ВВП (2005)
Государственные расходы на обслуживание долга:
21,7 % ВВП (2005)

## Трудовые ресурсы и занятость
Самая большая проблема (как и в других странах новых членов ЕС), увеличивающийся с каждым годом дефицит трудоспособной рабочей сила, и рост количества пенсионеров, в связи с низкой рождаемостью и высокой эмиграцией населения в другие, более богатые, страны ЕС, что в свою очередь заставляет работодателей больше платить своим работникам, тем самым искусственно повышая зарплаты, что приводит к дисбалансу между производительностью и размером заработной платой. Особенно сложная ситуация с растущим демографическим кризисом во многих развивающихся странах Европы и Азии: Болгарии, России, Китае, Украине, Молдавии, Таиланде, и т. д. В этих странах обычный демографический кризис свойственный развитым странам усугубляется, часто ещё большим уменьшением официально работающей доли трудоспособного населения, в связи с обширной неформальной, теневой экономикой, ещё более низкой рождаемостью, ещё большей безработицей, ещё большим ростом пенсионеров в связи с меньшими здоровыми годами активной трудоспособной жизни, что вкупе с активной эмиграцией молодого, экономически активного и самого трудоспособного населения в более богатые страны мира, приводит к замедлению экономического роста стран, и как следствие, к замедлению роста зарплат и уровня жизни, что в свою очередь замедляет сближение уровня жизни в развивающихся странах к уровню жизни развитых. Богатые развитые страны Европы и Азии, часто решают проблему демографического кризиса, просто увеличивая квоты на ввоз большего числа иностранной рабочей силы, что в свою очередь бедные, экономические не привлекательные, как для квалифицированной, так и не квалифицированной иностранной рабочей силы, развивающиеся страны себе позволить не могут. Как пример, экономика Болгарии может столкнуться с широко обсуждаемой проблемой, Болгария может постареть быстрее, чём её население разбогатеет, что может привести к замедлению роста уровня жизни в Болгарии и сближения её по зарплатам с другими развитыми и богатыми экономками Азии и Европы: Японией, Республикой Корея, Китайской Республикой, Швейцарией, Германией, Францией, Норвегией, Словенией и т. д. В худшем случае это может привести к экономическому застою, подобному японскому, наблюдаемому в Японии уже три десятилетия. Но с учётом, что Япония является экономически развитой, богатой страной, с высокими зарплатами, а Болгария лишь развивающейся.

## Доходы населения
Средний размер оплаты труда в Болгарии на декабрь 2022 года составляет 1947 лев (994,55 евро). Индекс Кейтца (соотношение между минимальной и средней заработной платы в стране) в Болгарии по состоянию на 2019 год (средняя 1135 левов и минимальная 560 левов) составляет около 49 %. С 1 января 2021 года минимальный размер оплаты труда составляет 650 левов (брутто, около 331,76 евро) и 504,39 левов (нетто, 257,44 евро). С 1 января 2022 года минимальный размер оплаты труда составляет 710 левов (брутто, 362,58 евро) и 550,94 левов (нетто, 281,35 евро). С 1 января 2023 года минимальный размер оплаты труда составляет 780 левов (брутто, 397,97 евро) и 605,27 левов (нетто, 308,82 евро). С 1 января 2024 года минимальный размер оплаты труда составляет 933 левов (брутто, 477,00 евро) и 723,98 левов (нетто, 370,14 евро). С 1 января 2025 года минимальный размер оплаты труда составляет 1077 левов (брутто, 550,68 евро) и 835,74 левов (нетто, 427,32 евро).